# 139 (число)
139 (Сто три́дцять де́в'ять) — натуральне число між  138 та  140.

## У математиці
- 34-те просте число.
- щасливе число

## В інших областях
- 139 рік.
- 139 до н. е.
- 139 порт використовується протоколом NetBIOS.
- NGC 139 — галактика в сузір'ї  Риби.
- (139) Жуйхуа — дуже великий і темний астероїд з групи  головного поясу.
- 139-та стрілецька дивізія (1-го формування).
- 139-та стрілецька дивізія (2-го формування).
- 139-та стрілецька дивізія (3-го формування).